# Guillermo Franco
Guillermo Luis Franco Farcuarson – conosciuto anche col diminutivo Guille Franco – (Corrientes, 3 novembre 1976) è un allenatore di calcio ed ex calciatore argentino naturalizzato messicano, di ruolo attaccante.

## Biografia
È membro dell'associazione no profit cristiana evangelica Atleti di Cristo.

## Carriera

### Calcio

#### Giocatore

##### Club
Ha iniziato la propria carriera in Argentina, al San Lorenzo. In sei stagioni con i Santos ha messo a segno 23 reti in 96 incontri di campionato. Nell'estate 2002 si è trasferito in Messico, al Monterrey. L'esperienza con i Rayados si è rivelata molto positiva, con 50 reti in oltre 100 presenze in tre stagioni e mezzo. Il 18 gennaio 2006 è stato ufficializzato il suo trasferimento al Villarreal, club spagnolo. Ha militato nelle file del Submarino Amarillo per tre stagioni e mezzo, totalizzando 20 reti in 103 presenze. Rimasto svincolato al termine della stagione 2008-2009, l'11 settembre 2009 è stato ingaggiato dal West Ham Utd, club inglese militante in Premier League. Ha militato nelle file degli Hammers per una stagione, totalizzando 23 presenze e 5 reti. Al termine della stagione è rimasto svincolato. Il 22 gennaio 2011 è stato ingaggiato dal Vélez Sarsfield, tornando così in Argentina dopo dieci anni. Nel gennaio 2012 si è trasferito al Pachuca, club messicano. Il 14 settembre 2012 è stato acquistato dal Chicago Fire, club statunitense. Il 29 gennaio 2013 ha annunciato il proprio ritiro dal calcio giocato.

##### Nazionale
Ha debuttato in Nazionale l'8 ottobre 2005, in Messico-Guatemala (5-2), gara in cui ha segnato la rete del momentaneo 1-1 al minuto 19 del primo tempo. Ha partecipato, con la selezione messicana, ai Mondiali 2006, ai Mondiali 2010 e alla CONCACAF Gold Cup 2009 vinta dal Messico. È sceso in campo, inoltre, nelle qualificazioni ai Mondiali 2006 e nelle qualificazioni ai Mondiali 2010. Ha collezionato in totale, con la maglia della Nazionale, 25 presenze e 7 reti.

#### Allenatore
Nel luglio 2021 è stato ufficializzato il suo ritorno al Monterrey, con il ruolo di allenatore della formazione Under-20. Ha mantenuto l'incarico fino al termine della stagione.

### Calcio a 5
Nella stagione 2014-2015 ha militato nelle file del Monterrey Flash.

## Statistiche

### Presenze e reti nei club
| Stagione               | Squadra                | Campionato             | Campionato | Campionato | Coppe nazionali | Coppe nazionali | Coppe nazionali | Coppe continentali | Coppe continentali | Coppe continentali | Altre coppe | Altre coppe | Altre coppe | Totale | Totale | Totale |
| Stagione               | Squadra                | Comp                   | Pres       | Reti       | Comp            | Pres            | Reti            | Comp               | Pres               | Reti               | Comp        | Pres        | Reti        | Pres   | Reti   |        |
| ---------------------- | ---------------------- | ---------------------- | ---------- | ---------- | --------------- | --------------- | --------------- | ------------------ | ------------------ | ------------------ | ----------- | ----------- | ----------- | ------ | ------ | ------ |
| 1995-1996              | San Lorenzo            | PD                     | 3          | 0          | -               | -               | -               | CL                 | 0                  | 0                  | -           | -           | -           | 3      | 0      |        |
| 1996-1997              | San Lorenzo            | PD                     | 6          | 0          | -               | -               | -               | -                  | -                  | -                  | -           | -           | -           | 6      | 0      |        |
| 1997-1998              | San Lorenzo            | PD                     | 10         | 1          | -               | -               | -               | -                  | -                  | -                  | -           | -           | -           | 10     | 1      |        |
| 1998-1999              | San Lorenzo            | PD                     | 6          | 0          | -               | -               | -               | -                  | -                  | -                  | CM          | 0           | 0           | 6      | 0      |        |
| 1999-2000              | San Lorenzo            | PD                     | 26         | 10         | -               | -               | -               | CL                 | 4                  | 1                  | CM          | 1+          | 1+          | 31+    | 12+    |        |
| 2000-2001              | San Lorenzo            | PD                     | 19         | 7          | -               | -               | -               | CL                 | 1                  | 0                  | CM          | 2+          | 1+          | 22+    | 8+     |        |
| 2001-2002              | San Lorenzo            | PD                     | 26         | 5          | -               | -               | -               | CL                 | 5                  | 1                  | CM          | 12          | 0           | 43     | 6      |        |
| Totale San Lorenzo     | Totale San Lorenzo     | Totale San Lorenzo     | 96         | 23         |                 | -               | -               |                    | 10                 | 2                  |             | 15+         | 2+          | 121+   | 27+    |        |
| 2002-2003              | Monterrey              | PD                     | 33         | 10         | -               | -               | -               | -                  | -                  | -                  | -           | -           | -           | 33     | 10     |        |
| 2003-2004              | Monterrey              | PD                     | 30         | 12         | -               | -               | -               | CCC                | 2                  | 2                  | -           | -           | -           | 32     | 14     |        |
| 2004-2005              | Monterrey              | PD                     | 22         | 17         | -               | -               | -               | -                  | -                  | -                  | -           | -           | -           | 22     | 17     |        |
| 2005-gen. 2006         | Monterrey              | PD                     | 16         | 9          | -               | -               | -               | -                  | -                  | -                  | -           | -           | -           | 16     | 9      |        |
| Totale Monterrey       | Totale Monterrey       | Totale Monterrey       | 101        | 48         |                 | -               | -               |                    | 2                  | 2                  |             | -           | -           | 103    | 50     |        |
| gen.-giu. 2006         | Villarreal             | PD                     | 12         | 4          | CR              | 0               | 0               | CL                 | 5                  | 0                  | -           | -           | -           | 17     | 4      |        |
| 2006-2007              | Villarreal             | PD                     | 27         | 2          | CR              | 2               | 0               | -                  | -                  | -                  | -           | -           | -           | 29     | 2      |        |
| 2007-2008              | Villarreal             | PD                     | 24         | 8          | CR              | 2               | 3               | UEFA               | 6                  | 1                  | -           | -           | -           | 32     | 12     |        |
| 2008-2009              | Villarreal             | PD                     | 18         | 0          | CR              | 1               | 1               | CL                 | 6                  | 1                  | -           | -           | -           | 25     | 2      |        |
| Totale Villarreal      | Totale Villarreal      | Totale Villarreal      | 81         | 14         |                 | 5               | 4               |                    | 17                 | 2                  |             | -           | -           | 103    | 20     |        |
| 2009-2010              | West Ham Utd           | PL                     | 23         | 5          | FA+FLC          | 0+0             | 0+0             | -                  | -                  | -                  | -           | -           | -           | 23     | 5      |        |
| gen.-giu. 2011         | Vélez Sarsfield        | PD                     | 6          | 0          | -               | -               | -               | CL                 | 3                  | 1                  | CS          | 0           | 0           | 9      | 1      |        |
| giu.-dic. 2011         | Vélez Sarsfield        | PD                     | 12         | 5          | -               | -               | -               | -                  | -                  | -                  | CS          | 8           | 4           | 20     | 9      |        |
| Totale Vélez Sarsfield | Totale Vélez Sarsfield | Totale Vélez Sarsfield | 18         | 5          |                 | -               | -               |                    | 3                  | 1                  |             | 8           | 4           | 29     | 10     |        |
| gen.-giu. 2012         | Pachuca                | PD                     | 12         | 0          | -               | -               | -               | -                  | -                  | -                  | -           | -           | -           | 12     | 0      |        |
| set.-dic. 2012         | Chicago Fire           | MLS                    | 3          | 0          | USOC            | 0               | 0               | -                  | -                  | -                  | -           | -           | -           | 3      | 0      |        |
| Totale carriera        | Totale carriera        | Totale carriera        | 334        | 95         |                 | 5               | 4               |                    | 32                 | 7                  |             | 23+         | 6+          | 394+   | 112+   |        |

### Cronologia presenze e reti in nazionale
| Cronologia completa delle presenze e delle reti in nazionale ― Messico | Cronologia completa delle presenze e delle reti in nazionale ― Messico | Cronologia completa delle presenze e delle reti in nazionale ― Messico | Cronologia completa delle presenze e delle reti in nazionale ― Messico | Cronologia completa delle presenze e delle reti in nazionale ― Messico | Cronologia completa delle presenze e delle reti in nazionale ― Messico | Cronologia completa delle presenze e delle reti in nazionale ― Messico | Cronologia completa delle presenze e delle reti in nazionale ― Messico |
| Data                                                                   | Città                                                                  | In casa                                                                | Risultato                                                              | Ospiti                                                                 | Competizione                                                           | Reti                                                                   | Note                                                                   |
| ---------------------------------------------------------------------- | ---------------------------------------------------------------------- | ---------------------------------------------------------------------- | ---------------------------------------------------------------------- | ---------------------------------------------------------------------- | ---------------------------------------------------------------------- | ---------------------------------------------------------------------- | ---------------------------------------------------------------------- |
| 8-10-2005                                                              | San Luis Potosí                                                        | Messico                                                                | 5 – 2                                                                  | Guatemala                                                              | Qual. Mondiali 2006                                                    | 1                                                                      |                                                                        |
| 12-10-2005                                                             | Port of Spain                                                          | Trinidad e Tobago                                                      | 2 – 1                                                                  | Messico                                                                | Qual. Mondiali 2006                                                    | -                                                                      | 74’                                                                    |
| 26-10-2005                                                             | Guadalajara                                                            | Messico                                                                | 3 – 1                                                                  | Uruguay                                                                | Amichevole                                                             | -                                                                      |                                                                        |
| 16-11-2005                                                             | Houston                                                                | Bulgaria                                                               | 3 – 0                                                                  | Messico                                                                | Amichevole                                                             | -                                                                      |                                                                        |
| 1-3-2006                                                               | Frisco                                                                 | Messico                                                                | 1 – 0                                                                  | Ghana                                                                  | Amichevole                                                             | 1                                                                      | 63’                                                                    |
| 27-5-2006                                                              | Saint-Denis                                                            | Francia                                                                | 1 – 0                                                                  | Messico                                                                | Amichevole                                                             | -                                                                      | 46’                                                                    |
| 1-6-2006                                                               | Eindhoven                                                              | Paesi Bassi                                                            | 2 – 1                                                                  | Messico                                                                | Amichevole                                                             | -                                                                      | 46’                                                                    |
| 11-6-2006                                                              | Norimberga                                                             | Messico                                                                | 3 – 1                                                                  | Iran                                                                   | Mondiali 2006 - Gironi                                                 | -                                                                      | 46’                                                                    |
| 16-6-2006                                                              | Hannover                                                               | Messico                                                                | 0 – 0                                                                  | Angola                                                                 | Mondiali 2006 - Gironi                                                 | -                                                                      | 74’                                                                    |
| 21-6-2006                                                              | Gelsenkirchen                                                          | Portogallo                                                             | 2 – 1                                                                  | Messico                                                                | Mondiali 2006 - Gironi                                                 | -                                                                      | 80’                                                                    |
| 26-3-2008                                                              | Londra                                                                 | Ghana                                                                  | 1 – 2                                                                  | Messico                                                                | Amichevole                                                             | -                                                                      | 46’                                                                    |
| 20-8-2008                                                              | Città del Messico                                                      | Messico                                                                | 2 – 1                                                                  | Honduras                                                               | Qual. Mondiali 2010                                                    | -                                                                      | 56’                                                                    |
| 6-6-2009                                                               | San Salvador                                                           | El Salvador                                                            | 2 – 1                                                                  | Messico                                                                | Qual. Mondiali 2010                                                    | -                                                                      | 78’                                                                    |
| 10-6-2009                                                              | Città del Messico                                                      | Messico                                                                | 2 – 1                                                                  | Trinidad e Tobago                                                      | Qual. Mondiali 2010                                                    | 1                                                                      | 75’                                                                    |
| 19-7-2009                                                              | Arlington                                                              | Messico                                                                | 4 – 0                                                                  | Haiti                                                                  | Gold Cup 2009 - Quarti di finale                                       | -                                                                      | 67’                                                                    |
| 23-7-2009                                                              | Chicago                                                                | Costa Rica                                                             | 1 – 1 (3 - 5 dtr)                                                      | Messico                                                                | Gold Cup 2009 - Semifinali                                             | 1                                                                      | 71’                                                                    |
| 26-7-2009                                                              | East Rutherford                                                        | Stati Uniti                                                            | 0 – 5                                                                  | Messico                                                                | Gold Cup 2009 - Finale                                                 | 1                                                                      | 70’ 72’                                                                |
| 12-8-2009                                                              | Città del Messico                                                      | Messico                                                                | 2 – 1                                                                  | Stati Uniti                                                            | Qual. Mondiali 2010                                                    | -                                                                      | 76’                                                                    |
| 5-9-2009                                                               | San Juan                                                               | Costa Rica                                                             | 0 – 3                                                                  | Messico                                                                | Qual. Mondiali 2010                                                    | 1                                                                      | 24’ 70’                                                                |
| 10-10-2009                                                             | Città del Messico                                                      | Messico                                                                | 4 – 1                                                                  | El Salvador                                                            | Qual. Mondiali 2010                                                    | -                                                                      | 86’                                                                    |
| 24-5-2010                                                              | Londra                                                                 | Inghilterra                                                            | 3 – 1                                                                  | Messico                                                                | Amichevole                                                             | 1                                                                      | 46’                                                                    |
| 11-6-2010                                                              | Johannesburg                                                           | Sudafrica                                                              | 1 – 1                                                                  | Messico                                                                | Mondiali 2010 - Gironi                                                 | -                                                                      | 73’                                                                    |
| 17-6-2010                                                              | Polokwane                                                              | Francia                                                                | 0 – 2                                                                  | Messico                                                                | Mondiali 2010 - Gironi                                                 | -                                                                      | 5’ 62’                                                                 |
| 22-6-2010                                                              | Rustenburg                                                             | Messico                                                                | 0 – 1                                                                  | Uruguay                                                                | Mondiali 2010 - Gironi                                                 | -                                                                      |                                                                        |
| 27-6-2010                                                              | Johannesburg                                                           | Argentina                                                              | 3 – 1                                                                  | Messico                                                                | Mondiali 2010 - Sedicesimi di finale                                   | -                                                                      | 61’                                                                    |
| Totale                                                                 |                                                                        | Presenze                                                               | 25                                                                     |                                                                        | Reti                                                                   | 7                                                                      |                                                                        |

## Palmarès

### Club
- Campionato argentino: 1

San Lorenzo: Clausura 2001
- Coppa Mercosur: 1

San Lorenzo 2001

### Nazionale
- Gold Cup: 1

2009

### Individuale
- Pallone d'oro (Messico): 1

Clausura 2003